# トニー・グウィン・ジュニア
アンソニー・キース・グウィン・ジュニア（Anthony Keith Gwynn Jr., 1982年10月4日 - ）は、アメリカ合衆国・カリフォルニア州ロングビーチ出身の元プロ野球選手（外野手）。右投左打。
「安打製造機」の異名をとったトニー・グウィンの息子である。

## 経歴

### プロ入り前
高校時代の2000年にMLBドラフト33巡目（全体1000位）でアトランタ・ブレーブスから指名を受けたが、サンディエゴ州立大学へ進学した。

### プロ入りとブルワーズ時代
2003年、再びMLBドラフト2巡目（全体39位）でミルウォーキー・ブルワーズから指名され、プロ入り。
2006年7月15日にメジャーデビュー。7月19日に初安打となる二塁打を放った。奇しくも24年前の同じ日に父親であるトニー・グウィンも初安打となる二塁打を放っている。結局、この年はスタメン確保はならず、控え外野手として32試合に出場し、打率.260を記録した。
2007年も控え外野手としての出場が続いたが、9月29日のサンディエゴ・パドレス戦で、1点ビハインドで迎えた9回裏にパドレスの守護神トレバー・ホフマン投手から同点の適時三塁打を放ち、チームのサヨナラ勝ちに貢献した。この敗戦によってパドレスは西地区優勝を逃し、プレーオフ進出も叶わなかった。パドレスは父親が長年所属していたチームであり、パドレスの監督であるバド・ブラックは「息子に打たれるとは、まったく皮肉だよ」と述べていた。

### パドレス時代
2009年5月21日、父が在籍していたパドレスにトレードで移籍。各部門で自己ベストの成績を残すも、翌2010年は極度の打撃不振に陥り、出番が減少した。なお、余談ではあるが、この年の9月24日のシンシナティ・レッズ戦で、アロルディス・チャップマンが投じた当時史上最速105mph（169km/h）の直球に対峙した。オフの12月2日にFAとなった。

### ドジャース時代
2010年12月11日にロサンゼルス・ドジャースと67万5000ドルの1年契約を結んだ。
2011年は、自己最多の136試合に出場。打率.256・2本塁打・22打点・22盗塁をマークし、オフの12月12日にドジャースと総額200万ドルの2年契約に合意した。
2012年は103試合に出場して打率.232・17打点・13盗塁の成績を残した。
2013年は開幕メンバーに名を連ねることさえできず、傘下のAAA級アルバカーキ・アイソトープスでのスタートを余儀なくされた。このシーズンは結局最後までメジャーに昇格できず11月5日にFAとなった。

### フィリーズ時代
2013年12月19日にフィラデルフィア・フィリーズとマイナー契約を結んだ。
2014年3月29日にメジャー契約を結んだ。開幕後は69試合に出場したが、打率.163・3打点・2盗塁と結果を残せず、7月21日にDFAとなった。7月28日に放出されたが、8月3日にマイナー契約で残留して傘下のAAA級リーハイバレー・アイアンピッグスへ配属された。9月にセプテンバーコールアップで再度昇格した。10月9日にFAとなった。

### ナショナルズ傘下時代
2015年3月2日にワシントン・ナショナルズとマイナー契約を結んだ。シーズンでは傘下のAAA級シラキュース・チーフスでプレーし、89試合に出場して打率.255・1本塁打・27打点・10盗塁の成績を残した。オフの11月6日にFAとなった。

### 引退後
2016年2月25日にドジャースの放送チームでの仕事をすることが明らかになった。2017年シーズンからはパドレスへ移った。

## 詳細情報

### 年度別打撃成績
| 年 度    | 球 団    | 試 合 | 打 席 | 打 数 | 得 点 | 安 打 | 二 塁 打 | 三 塁 打 | 本 塁 打 | 塁 打 | 打 点 | 盗 塁 | 盗 塁 死 | 犠 打 | 犠 飛 | 四 球 | 敬 遠 | 死 球 | 三 振 | 併 殺 打 | 打 率 | 出 塁 率 | 長 打 率 | O P S |
| -------- | -------- | ----- | ----- | ----- | ----- | ----- | -------- | -------- | -------- | ----- | ----- | ----- | -------- | ----- | ----- | ----- | ----- | ----- | ----- | -------- | ----- | -------- | -------- | ----- |
| 2006     | MIL      | 32    | 80    | 77    | 5     | 20    | 2        | 1        | 0        | 24    | 4     | 3     | 1        | 0     | 1     | 2     | 0     | 0     | 15    | 2        | .260  | .312     | .275     | .587  |
| 2007     | MIL      | 69    | 135   | 123   | 13    | 32    | 3        | 2        | 0        | 39    | 10    | 8     | 1        | 0     | 0     | 12    | 1     | 0     | 24    | 0        | .260  | .317     | .326     | .643  |
| 2008     | MIL      | 29    | 49    | 42    | 5     | 8     | 1        | 0        | 0        | 9     | 1     | 3     | 1        | 1     | 1     | 4     | 0     | 1     | 7     | 1        | .190  | .271     | .214     | .485  |
| 2009     | SD       | 119   | 451   | 393   | 59    | 106   | 11       | 6        | 2        | 135   | 21    | 11    | 7        | 5     | 3     | 48    | 2     | 2     | 65    | 2        | .270  | .350     | .344     | .693  |
| 2010     | SD       | 117   | 339   | 289   | 30    | 59    | 9        | 3        | 3        | 83    | 20    | 17    | 4        | 7     | 1     | 41    | 4     | 1     | 50    | 3        | .204  | .304     | .287     | .591  |
| 2011     | LAD      | 136   | 340   | 312   | 37    | 80    | 12       | 6        | 2        | 110   | 22    | 22    | 6        | 2     | 2     | 23    | 1     | 1     | 61    | 2        | .256  | .308     | .353     | .660  |
| 2012     | LAD      | 103   | 277   | 259   | 29    | 60    | 8        | 4        | 0        | 76    | 17    | 13    | 6        | 2     | 0     | 16    | 2     | 0     | 52    | 6        | .232  | .276     | .293     | .570  |
| 2014     | PHI      | 80    | 127   | 105   | 14    | 16    | 2        | 1        | 0        | 20    | 3     | 3     | 0        | 6     | 0     | 15    | 1     | 1     | 23    | 0        | .152  | .264     | .190     | .455  |
| MLB：8年 | MLB：8年 | 685   | 1798  | 1600  | 192   | 381   | 48       | 23       | 7        | 496   | 98    | 80    | 26       | 23    | 8     | 161   | 11    | 6     | 297   | 16       | .238  | .309     | .310     | .619  |

### 背番号
- 22（2006年 - 2008年）
- 18（2009年 - 2010年）
- 10（2011年 - 2012年）
- 19（2014年）